# Volta Ciclista a Catalunya 1988
La Volta Ciclista a Catalunya 1988, sessantottesima edizione della corsa, si svolse in sei tappe, la terza e l'ultima suddivise in due semitappe, dal 2 al 7 settembre 1988, per un percorso totale di 998,4 km, con partenza da Salou e arrivo a Lleida. La vittoria fu appannaggio dello spagnolo Miguel Indurain, che completò il percorso in 25h29'14", precedendo i connazionali Laudelino Cubino e Marino Lejarreta.

## Tappe
| Tappa  | Data        | Percorso                                                 | km    | Vincitore di tappa    | Leader cl. generale |
| ------ | ----------- | -------------------------------------------------------- | ----- | --------------------- | ------------------- |
| 1ª     | 2 settembre | Salou > Salou                                            | 156,8 | Mathieu Hermans       | Mathieu Hermans     |
| 2ª     | 3 settembre | La Pineda > Sant Joan Despí                              | 191,8 | Alfonso Gutiérrez     | Alfonso Gutiérrez   |
| 3ª-1   | 4 settembre | L'Hospitalet de Llobregat > Barcellona (cron. a squadre) | 16,8  | Del Tongo-Colnago     | Franco Ballerini    |
| 3ª-2   | 4 settembre | Barcellona > Castell-Platja d'Aro                        | 111,6 | Czesław Lang          | Franco Ballerini    |
| 4ª     | 5 settembre | Castell-Platja d'Aro > Manresa                           | 175,5 | Miquel Àngel Iglesias | Franco Ballerini    |
| 5ª     | 6 settembre | Bagà > Super Espot                                       | 187,8 | Arsenio González      | Laudelino Cubino    |
| 6ª-1   | 7 settembre | Tremp > Tremp (cron. individuale)                        | 28,7  | Miguel Indurain       | Miguel Indurain     |
| 6ª-2   | 7 settembre | Tremp > Lleida                                           | 128,4 | Jacques Hanegraaf     | Miguel Indurain     |
| Totale | Totale      | Totale                                                   | 998,4 |                       |                     |

## Dettagli delle tappe

### 1ª tappa
- 2 settembre: Salou > Salou – 156,8 km[1]

Risultati
| Pos. | Corridore              | Squadra    | Tempo    |
| ---- | ---------------------- | ---------- | -------- |
| 1    | Mathieu Hermans        | Caja Rural | 3h52'49" |
| 2    | Alfonso Gutiérrez      | Teka       | s.t.     |
| 3    | Manuel Jorge Domínguez | BH         | s.t.     |

| Pos. | Corridore              | Squadra   | Tempo    |
| ---- | ---------------------- | --------- | -------- |
| 1    | Mathieu Hermans        | Paternina | 3h52'49" |
| 2    | Alfonso Gutiérrez      | Teka      | s.t.     |
| 3    | Manuel Jorge Domínguez | BH        | s.t.     |

### 2ª tappa
- 3 settembre: La Pineda > Sant Joan Despí – 191,8 km[2]

Risultati
| Pos. | Corridore             | Squadra   | Tempo    |
| ---- | --------------------- | --------- | -------- |
| 1    | Alfonso Gutiérrez     | Teka      | 4h55'01" |
| 2    | Casimiro Moreda       | CLAS      | s.t.     |
| 3    | Miquel Àngel Iglesias | Helios-C. | s.t.     |

| Pos. | Corridore             | Squadra   | Tempo    |
| ---- | --------------------- | --------- | -------- |
| 1    | Alfonso Gutiérrez     | Teka      | 8h47'50" |
| 2    | Miquel Àngel Iglesias | Helios-C. | s.t.     |
| 3    | Casimiro Moreda       | CLAS      | s.t.     |

### 3ª tappa, 1ª semitappa
- 4 settembre: L'Hospitalet de Llobregat > Barcellona – Cronometro a squadre – 16,8 km[3]

Risultati
| Pos. | Squadra           | Tempo  |
| ---- | ----------------- | ------ |
| 1    | Del Tongo-Colnago | 19'40" |
| 2    | BH                | a 12"  |
| 3    | Panasonic         | a 27"  |

### 3ª tappa, 2ª semitappa
- 4 settembre: Barcellona > Castell-Platja d'Aro – 111,6 km[4]

Risultati
| Pos. | Corridore        | Squadra   | Tempo    |
| ---- | ---------------- | --------- | -------- |
| 1    | Czesław Lang     | Del Tongo | 2h31'19" |
| 2    | Michael Wilson   | Weinmann  | a 3"     |
| 3    | Eric Van Lancker | Panasonic | s.t.     |

| Pos. | Corridore        | Squadra   | Tempo     |
| ---- | ---------------- | --------- | --------- |
| 1    | Franco Ballerini | Del Tongo | 11h18'29" |
| 2    | Luca Rota        | Del Tongo | s.t.      |
| 3    | Eric Van Lancker | Panasonic | a 1"      |

### 4ª tappa
- 5 settembre: Castell-Platja d'Aro > Manresa – 175,5 km[5]

Risultati
| Pos. | Corridore             | Squadra   | Tempo    |
| ---- | --------------------- | --------- | -------- |
| 1    | Miquel Àngel Iglesias | Helios-C. | 4h44'26" |
| 2    | Miguel Indurain       | Reynolds  | a 1"     |
| 3    | Josep Recio           | Kelme     | s.t.     |

| Pos. | Corridore        | Squadra   | Tempo     |
| ---- | ---------------- | --------- | --------- |
| 1    | Franco Ballerini | Del Tongo | 16h03'07" |
| 2    | Luca Rota        | Del Tongo | s.t.      |
| 3    | Eric Van Lancker | Panasonic | a 1"      |

### 5ª tappa
- 6 settembre: Bagà > Super Espot – 187,8 km[6]

Risultati
| Pos. | Corridore        | Squadra    | Tempo    |
| ---- | ---------------- | ---------- | -------- |
| 1    | Arsenio González | Teka       | 5h11'47" |
| 2    | Laudelino Cubino | BH         | a 7'26"  |
| 3    | Marino Lejarreta | Caja Rural | a 7'46"  |

| Pos. | Corridore        | Squadra  | Tempo     |
| ---- | ---------------- | -------- | --------- |
| 1    | Laudelino Cubino | BH       | 21h22'24" |
| 2    | Miguel Indurain  | Reynolds | a 17"     |
| 2    | Álvaro Pino      | BH       | a 19"     |

### 6ª tappa, 1ª semitappa
- 7 settembre: Tremp – Cronometro individuale – 29,7 km[7]

Risultati
| Pos. | Corridore        | Squadra    | Tempo  |
| ---- | ---------------- | ---------- | ------ |
| 1    | Miguel Indurain  | Reynolds   | 40'59" |
| 2    | Laudelino Cubino | BH         | a 25"  |
| 3    | Marino Lejarreta | Caja Rural | a 27"  |

### 6ª tappa, 2ª semitappa
- 7 settembre: Tremp > Lleida – 128,4 km[7]

Risultati
| Pos. | Corridore         | Squadra | Tempo    |
| ---- | ----------------- | ------- | -------- |
| 1    | Jacques Hanegraaf | Toshiba | 3h25'31" |
| 2    | Alfonso Gutiérrez | Teka    | a 3"     |
| 3    | Casimiro Moreda   | CLAS    | s.t.     |

| Pos. | Corridore        | Squadra    | Tempo     |
| ---- | ---------------- | ---------- | --------- |
| 1    | Miguel Indurain  | Reynolds   | 25h29'14" |
| 2    | Laudelino Cubino | BH         | a 8"      |
| 3    | Marino Lejarreta | Caja Rural | a 44"     |

## Classifiche finali

### Classifica generale
| Pos. | Corridore            | Squadra              | Tempo     |
| ---- | -------------------- | -------------------- | --------- |
| 1    | Miguel Indurain      | Reynolds-Reynolon    | 25h29'14" |
| 2    | Laudelino Cubino     | BH                   | a 8"      |
| 3    | Marino Lejarreta     | Caja Rural           | a 44"     |
| 4    | Álvaro Pino          | BH                   | a 51"     |
| 5    | Pello Ruiz Cabestany | Château d'Ax Salotti | a 2'18"   |
| 6    | Eric Van Lancker     | Panasonic            | a 2'48"   |
| 7    | Enrique Aja          | Teka                 | a 2'51"   |
| 8    | Robert Millar        | Fagor-MBK            | a 3'10"   |
| 9    | Luca Rota            | Del Tongo-Colnago    | a 3'18"   |
| 10   | Edgar Corredor       | Café de Colombia     | a 3'29"   |

### Classifica a punti
| Pos. | Corridore             | Squadra           | Punti |
| ---- | --------------------- | ----------------- | ----- |
| 1    | Alfonso Gutiérrez     | Teka              | 85    |
| 2    | Miguel Indurain       | Reynolds-Reynolon | 66    |
| 3    | Miquel Àngel Iglesias | Helios-Colchón CR | 63    |

### Classifica scalatori
| Pos. | Corridore            | Squadra          | Punti |
| ---- | -------------------- | ---------------- | ----- |
| 1    | Arsenio González     | Teka             | 39    |
| 2    | Iñaki Gastón         | Kelme-Iberia     | 33    |
| 3    | Juan Carlos Castillo | Café de Colombia | 21    |

### Classifica sprint
| Pos. | Corridore         | Squadra             | Punti |
| ---- | ----------------- | ------------------- | ----- |
| 1    | Louis de Koning   | Panasonic           | 16    |
| 2    | Johannes Draaijer | PDM-Ultima-Concorde | 8     |
| 3    | Pablo Moreno      | Seur-Campagnolo-Bic | 7     |

### Classifica squadre
| Pos. | Squadra                     | Tempo     |
| ---- | --------------------------- | --------- |
| 1    | Reynolds-Reynolon-Pinarello | 77h34'57" |
| 2    | Teka                        | a 3'15"   |
| 3    | BH                          | a 3'17"   |